# Wiernowo
Wiernowo – osada w Polsce położona w województwie wielkopolskim, w powiecie pilskim, w gminie Wyrzysk.
W latach 1975–1998 miejscowość administracyjnie należała do województwa pilskiego.